# دانيال سادا
دانيال سادا (بالإسبانية: Daniel Sada)‏ هو كاتب مكسيكي، ولد في 25 فبراير 1953 في مكسيكالي في المكسيك، وتوفي في 18 نوفمبر 2011 في مدينة مكسيكو في المكسيك بسبب اعتلال الكلية.

## وصلات خارجية
- دانيال سادا على موقع IMDb (الإنجليزية)
- دانيال سادا على موقع قاعدة بيانات الفيلم (الإنجليزية)